# 와타나베 미쓰테루
와타나베 미쓰테루(일본어: 渡辺 光輝, 1974년 4월 10일 ~ )는 일본의 전 축구 선수이다.

## 구단 경력
과거 가시와 레이솔, 감바 오사카, 요코하마 FC에서 활동하였다.